# Роуз, Латерша
Латерша Роуз (англ. Latarsha Rose) — американская актриса. Она родилась и выросла в Бруклине, Нью-Йорк, и окончила Джорджтаунский университет в Вашингтоне, после чего вернулась в Нью-Йорк, где дебютировала на бродвейской сцене. В 2000-х Роуз также появлялась в эпизодах сериалов «Закон и порядок», «Закон и порядок: Специальный корпус», «C.S.I.: Место преступления Нью-Йорк» и «Кости», а также имела второстепенную роль в недолго просуществовавшем «Город свингеров».
В 2012 году Роуз имела роль второго плана в кинофильме «Голодные игры». Это привело её к регулярной роли в сериале BET «Быть Мэри Джейн».

## Избранная фильмография
| Год  |   | Русское название | Оригинальное название | Роль        |
| ---- | - | ---------------- | --------------------- | ----------- |
| 2012 | ф | Голодные игры    | The Hunger Games      | Порша       |
| 2012 | с | Месть            | Revenge               | Рейчел Фиск |